# Associazione Sportiva L'Aquila 1966-1967
Questa pagina raccoglie le informazioni riguardanti l'Associazione Sportiva L'Aquila nelle competizioni ufficiali della stagione 1966-1967.

## Rosa
| N. |                   | Ruolo | Calciatore          |
| -- | ----------------- | ----- | ------------------- |
|    | Italia (bandiera) | C     | Andrea Agnoletto    |
|    | Italia (bandiera) | C     | Guido Attardi       |
|    | Italia (bandiera) | D     | Giorgio Bettini     |
|    | Italia (bandiera) | C     | Celestino Boragine  |
|    | Italia (bandiera) | C     | Fabio Bravin        |
|    | Italia (bandiera) |       | Colantuoni          |
|    | Italia (bandiera) | P     | Arnaldo Di Mascio   |
|    | Italia (bandiera) | D     | Pietro Fontana      |
|    | Italia (bandiera) | C     | Bernardino Fracassi |
|    | Italia (bandiera) | D     | Adriano Grigoletti  |
|    | Italia (bandiera) | A     | Armando Menegon     |
|    | Italia (bandiera) | A     | Franco Orsini       |

| N. |                   | Ruolo | Calciatore         |
| -- | ----------------- | ----- | ------------------ |
|    | Italia (bandiera) | A     | Antonio Pellegrini |
|    | Italia (bandiera) | C     | Giuseppe Picella   |
|    | Italia (bandiera) |       | Plebani            |
|    | Italia (bandiera) | C     | Lucio Pozzar       |
|    | Italia (bandiera) | A     | Fortunato Redi     |
|    | Italia (bandiera) | C     | Maurizio Saltari   |
|    | Italia (bandiera) | A     | Francesco Scarano  |
|    | Italia (bandiera) | C     | Bruno Taverna      |
|    | Italia (bandiera) | C     | Antonio Tomassoni  |
|    | Italia (bandiera) | P     | Romano Toni        |
|    | Italia (bandiera) | A     | Sergio Tonini      |